# Pal·ladoarsenur
El pal·ladoarsenur és un mineral de la classe dels sulfurs. Rep el seu nom de la seva composició química.

## Característiques
El pal·ladoarsenur és un sulfur, un aliatge de pal·ladi i arsènic de fórmula química Pd₂As. Cristal·litza en el sistema monoclínic. Es troba en forma de petits grans en calcopirita, normalment en petits filons o venetes. La seva duresa a l'escala de Mohs és 5.
Segons la classificació de Nickel-Strunz, l'atheneïta pertany a «02.AC: Aliatges de metal·loides amb PGE» juntament amb els següents minerals: vincentita, arsenopal·ladinita, mertieïta-II, stillwaterita, isomertieïta, mertieïta-I, miessiïta, palarstanur, estibiopal·ladinita, menshikovita, majakita, pal·ladobismutarsenur, pal·ladodimita, rodarsenur, naldrettita, polkanovita, genkinita, ungavaïta, polarita, borishanskiïta, froodita i iridarsenita.

## Formació i jaciments
Es troba en filons al llarg de la zona inferior dels dipòsits de sulfurs de coure i níquel. Sol trobar-se associada a altres minerals com; calcopirita, sperrylita, or natiu o kotulskita. Va ser descoberta l'any 1974 a la mina Mayak, a Norilsk, a l'Altiplà de Putorana (Taimíria, Rússia). Ha estat descrita també a diversos països dels cinc continents.